# Сорбо-Серпико
Сорбо-Серпико (итал. Sorbo Serpico) — коммуна в Италии, располагается в регионе Кампания, в провинции Авеллино.
Население составляет 566 человек (2008 г.), плотность населения составляет 71 чел./км². Занимает площадь 8 км². Почтовый индекс — 83050. Телефонный код — 0825.
Покровителем коммуны почитается святитель Мартин Турский, празднование 11 ноября.

## Демография
Динамика населения:

## Администрация коммуны
- Официальный сайт: https://web.archive.org/web/20091211225005/http://www.comunedisorboserpico.it/